# Ся Ці
 Ці  (спрощ.: 启; кит. трад.: 启; піньїнь: Qǐ) — син засновника держави Ся Юя та наступний її правитель.

## Загальні відомості
Місце народження невідоме. Мати була представницею клану Ту.
Перед смертю Юй Великий мав зректися трону на користь нащадка Імператора Яо Гао-яо. Втім, населення країни, серед якого були й дворяни, підтримали пряме продовження династії та сприяли сходженню на трон Ці.
Це призвело до повстання з боку прихильників Гао-яо, котре він швидко здолав.
Під час царювання Ці вів розпусне життя, піддав країну корупції та поглибив міжкласові конфлікти.
Згідно «Бамбуковим анналам», він був на троні тридцять дев'ять і помер у віці сімдесяти восьми років.